# Ghiacciaio Blankenship
Il ghiacciaio Blankenship è un ghiacciaio lungo circa 10 km situato nella regione centro-occidentale della Dipendenza di Ross, in Antartide. Il ghiacciaio, il cui punto più alto si trova a circa 1400 m s.l.m., si trova in particolare nella parte nord-occidentale delle Dorsale Royal Society, dove fluisce verso nord, scorrendo tra il monte Count, a ovest, e lo sperone Bubble, a est, fino a unire il proprio flusso a quello del ghiacciaio Ferrar, poco a est del punto di unione di quest'ultimo con il ghiacciaio Rotunda.

## Storia
Il ghiacciaio Blankenship è stato mappato dai membri della spedizione Terra Nova, condotta dal 1910 al 1913 e comandata dal capitano Robert Falcon Scott, ma è stato così battezzato solo nel 1992 dal Comitato consultivo dei nomi antartici in onore di Donald D. Blankenship, un geofisico statunitense che ha compiuto una serie di studi in Antartide focalizzandosi in particolare sul duomo Concordia, nell'Antartide orientale, dal 1978 al 1982 e sui flussi glaciali della costa di Siple, nell'Antartide occidentale, dal 1983 al 1988.